# Amtsbezirk Drygallen
Der Amtsbezirk Drygallen war ein preußischer Amtsbezirk im Kreis Johannisburg (Regierungsbezirk Gumbinnen, ab 1905: Regierungsbezirk Allenstein) in der Provinz Ostpreußen, der am 8. April 1874 gegründet wurde. Der Amtsbezirk erhielt am 15. November 1938 den Namen Amtsbezirk Drigelsdorf.
Dem Amtsbezirk mit Sitz in Drygallen (ab 1938 Drigelsdorf) gehörten ursprünglich zehn Dörfer an. Aufgrund struktureller Veränderungen waren es am Ende des Amtsbezirks Drygallen/Drigelsdorf noch neun.
| Name                  | Geänderter Name 1938–1945 | Polnischer Name | Bemerkungen                                      |
| --------------------- | ------------------------- | --------------- | ------------------------------------------------ |
| Drygallen, Dorf       | Drigelsdorf               | Drygały         |                                                  |
| Drygallen, Gut/Domäne |                           |                 | 1928 in die Landgemeinde Drygallen eingegliedert |
| Jurgasdorf            |                           | Zaskwierki      |                                                  |
| Groß Pogorzellen      | (ab 1907) Brennen         | Pogorzel Wielka |                                                  |
| Klein Pogorzellen     | (ab 1930) Brandau         | Pogorzel Mała   |                                                  |
| Mysken                | Misken                    | Myszki          |                                                  |
| Neu Drygallen         | Neudrigelsdorf            | Nowe Drygały    | um 1903/1907 nach Drygallen eingegliedert        |
| Salleschen            | Offenau (Ostpr.)          | Zalesie         |                                                  |
| Schlagamühle          |                           | Młynno          | 1928 in die Landgemeinde Drygallen eingegliedert |
| Sulimmen              |                           | Sulimy          |                                                  |
| vor 1908:             |                           |                 |                                                  |
| Dmussen               | Dimussen                  | Dmusy           | vorher zum Amtsbezirk Groß Rogallen zugehörig    |
| Lipinsken             | Eschenried (Ostpr.)       | Lipińskie       | vorher dem Amtsbezirk Groß Rogallen zugehörig    |

Am 1. Januar 1945 bildeten den Amtsbezirk Drigelsdorf die Dörfer: Brandau, Brennen, Dimussen, Drigelsdorf, Eschenried, Jurgasdorf, Misken, Offenau und Sulimmen.